# Capasa korndorfferi
Capasa korndorfferi là một loài bướm đêm trong họ Geometridae.